# Andreaea pseudomutabilis
Andreaea pseudomutabilis är en bladmossart som beskrevs av Per Karl Hjalmar Dusén 1903. Andreaea pseudomutabilis ingår i släktet sotmossor, och familjen Andreaeaceae. Inga underarter finns listade i Catalogue of Life.